# Trình kích hoạt bản quyền sản phẩm Microsoft
Trình kích hoạt bản quyền sản phẩm Microsoft là một công nghệ DRM sử dụng bởi Microsoft trong vài phần mềm cài đặt máy tính, thường là hệ điều hành Windows hoặc ứng dụng văn phòng Office.

## Quá trình

### Trước khi kích hoạt
Khi cài đặt một phiên bản bán lẻ của Windows hoặc Office, người dùng sẽ được yêu cầu nhập key trên phiếu bản quyền đi kèm với sản phẩm. Trong suốt quá trình kích hoạt không yêu cầu cài đặt, phần mềm phải được kích hoạt trong thời gian yêu cầu để sử dụng một số tính năng nhất định. Nếu gần hết thời gian này, người dùng sẽ được nhắc nhở kích hoạt.

Một số phiên bản Windows hoặc Office nhất định có thể kích hoạt theo giấy phép số lượng lớn, nghĩa là một key được sử dụng nhiều lần. Phần mềm mua dưới dạng bản quyền này vẫn sẽ được kích hoạt bằng phương pháp này ngoại trừ Windows XP và những phiên bản đời trước của Office 2010. Các doanh nghiệp chủ yếu dùng món này bằng máy chủ của Microsoft hoặc tạo ra máy chủ KMS của riêng mình.
Nếu Windows được cài đặt sẵn bởi nhà sản xuất thiết bị gốc (OEM), hệ điều hành sẽ tự động kích hoạt không cần phải sự hỗ trợ từ người dùng. Trong trường hợp này, key OEM được xác nhận sẽ không được liệt kê vào chứng nhận xác thực bản quyền, nhưng có loại key liên quan đến OEM gọi là System Locked Pre-installation (SLP). Ở mỗi lần boot, Windows xác nhận bản quyền được ghi chứa trong BIOS bởi nhà phân phối, nhưng bản quyền này chỉ hợp lệ ở máy tính đó, không thể sử dụng ở máy khác.

### Sau thời hạn yêu cầu kích hoạt
Nếu máy tính không được kích hoạt, hay thất bại bởi vi phạm bản quyền hoặc key không hợp lệ, giới hạn sau đây sẽ đến với người dùng:
- Trong Windows XP, Windows Server 2003 and Windows Server 2003 R2, sau 30 ngày, hệ điều hành không thể sử dụng được cho đến khi quá trình kích hoạt thành công.[1][1]
- Trong Windows Vista RTM, sau 30 ngày, hệ điều hành chỉ boot vào chế độ hạn chế. Chế độ hạn chế sẽ dựa trên hệ điều hành theo từng kiểu nếu hết hạn yêu cầu kích hoạt hoặc là kích hoạt thất bại. Trong trường hợp trước đây, những trò chơi cài sẵn hay tính năng cao cấp như Windows Aero sẽ bị vô hiệu hóa, và hệ điều hành sẽ được khởi động lại mỗi giờ; trường hợp sau này thì những tính năng cao cấp và nội dung cập nhật trong Windows Update sẽ bị vô hiệu hóa.[1][1]
- Trong Windows Vista SP1, Windows Vista SP2, Windows 7, Windows Server 2008 và Windows Server 2008 R2, sau 30 ngày (60 ngày trong Windows Server 2008), hệ điều hành sẽ thêm nội dung dưới góc tay phải với nội dung bản quyền không hợp lệ và xóa hình nền Desktop thành màu đen, chỉ cho phép bản cập nhật bảo mật và đẩy mạnh được tải xuống từ Windows Update và nhắc nhở kích hoạt hệ điều hành. Tuy nhiên, hệ điều hành vẫn hoạt động bình thường.[1][1][1][1][1]
- Trong Windows 8, Windows 8.1, Windows 10, Windows Server 2012, Windows Server 2012 R2, và Windows Server 2016, thời hạn 30 ngày đã bị xóa. Nếu hệ điều hành không được kích hoạt, một con dấu sẽ hiển thị theo hệ điều hành ngoài Desktop, tính năng tùy chỉnh giao diện (ở mục cài đặt) sẽ bị vô hiệu hóa. Màn hình thông báo sẽ xuất hiện mỗi 6 giờ. Hệ điều hành hoạt động bình thường.[citation needed]
- Trong Office XP, Office 2003, Office 2007, Office 2010, và Office 2013, sau 30–60 ngày trong Office 2010 và 14–60 ngày trong Office 2013 hoặc mở ứng dụng 25 lần trong Office 2007 và 50 lần trong Office 2003 và XP, phần mềm sẽ vào chế độ hạn chế, các tệp chỉ được xem nhưng không sửa được.[1][1][1][1][3]

Khi kích hoạt, phần mềm sẽ sao lưu dữ liệu vào máy tính người dùng. Nếu hệ thống được khởi động với thay đổi phần cứng, ứng dụng sẽ yêu cầu kích hoạt lại để tránh hai bản hệ thống cài đặt giống nhau.
Ở Windows 10, quá trình kích hoạt có thể chuyển thành "kỹ thuật số" cho phép trạng thái bản quyền sao lưu vào hệ thống kích hoạt, để bản quyền có thể tự động khôi phục sau khi cài đặt lại không cần phải nhập key lần nữa.

### Quá trình kích hoạt
Kích hoạt được áp dụng không qua trình Windows và Ofice gọi là Activation Wizard. Nó có thể kích hoạt qua Internet hoặc điện thoại. Khi kích hoạt qua Internet, hệ thống tự động truyền tải và nhận dữ liệu xác nhận đến và từ máy chủ Microsoft, hoàn thành quá trình không cần sự trợ giúp của người dùng. Kích hoạt bằng điện thoại yêu cầu một người dùng sử dụng ứng dụng gọi điện để gọi đến tổng đài Microsoft để cung cấp thông tin kích hoạt. Trường hợp này, một dãy số bước 2 sẽ được tạo, dùng để nhập cho tổng đài. Tổng đài xác nhận thông tin và trả lời bằng dãy số bước 3 để nhập vào hộp thoại kích hoạt.
Trình kích hoạt tạo dữ liệu xác thực dựa vào phần cứng của máy tính. Trong Windows XP,  thông tin về tám thể loại sau đây sẽ liệt kê:
- Bo mạch đồ họa
- SCSI adapter
- Chuẩn giao tiếp dữ liệu ATA
- Network adapter MAC address
- RAM (e.g. 0-512 MB)
- Vi xử lý và số kích hoạt
- Đĩa cứng
- Optical drive (e.g. DVD-ROM)

### Sau khi kích hoạt
Sau khi kích hoạt thành công, người dùng có thể tiếp tục sử dụng lâu dài không gặp khó khăn về sau.

## Cách thức hoạt động

### Windows
|                     | Kích hoạt bán lẻ | Kích hoạt số lượng lớn | Giới hạn sau thời hạn |
| ------------------- | ---------------- | ---------------------- | --------------------- |
| Windows XP          | Có               | Không                  | Có                    |
| Windows Server 2003 | Có               | Không                  | Không                 |
| Windows Vista       | Có               | Có                     | Có                    |
| Windows Server 2008 | Có               | Có                     | Không                 |
| Windows 7           | Có               | Có                     | Có                    |
| Windows 8           | Có               | Có                     | Có                    |
| Windows Server 2012 | Có               | Có                     | Không                 |
| Windows 8.1         | Có               | Có                     | Có                    |
| Windows 10          | Có               | Có                     | Có                    |

### Office
|             | Kích hoạt bán lẻ | Kích hoạt số lượng lớn | Giới hạn sau thời hạn |
| ----------- | ---------------- | ---------------------- | --------------------- |
| Office XP   | Có               | Không                  | Không                 |
| Office 2003 | Có               | Không                  | Không                 |
| Office 2007 | Có               | Không                  | Không                 |
| Office 2010 | Có               | Có                     | Có                    |
| Office 2013 | Có               | Có                     | Có                    |
| Office 2016 | Có               | Có                     | Có                    |

## Tiếp nhận

### Vấn đề Windows "lậu" được nâng cấp lên Windows 11 Pro "có bản quyền" miễn phí
Đại diện của Microsoft cũng cho biết: "Bất cứ ai sở hữu một thiết bị có cấu hình đạt chuẩn đều có thể nâng cấp lên Windows 10, bao gồm cả những bản Windows không có bản quyền. Chúng tôi tin rằng, thời gian sẽ giúp khách hàng nhận ra giá trị của việc sử dụng phần mềm hợp pháp. Chúng tôi sẽ giúp họ dễ dàng hơn trong việc sở hữu một phiên bản Windows chính chủ".
Microsoft từng có thâm niên trong việc nỗ lực ngăn chặn nạn vi phạm bản quyền phần mềm. Windows XP là hệ điều hành đầu tiên của hãng áp dụng chính sách kích hoạt thông qua key. Nhưng cách thức này đã bị đánh bại bởi những bản mở khoá được chia sẻ hàng loạt trên Internet trong năm 2001. Quá trình kích hoạt bản quyền luôn thay đổi qua từng phiên bản của Windows. Tuy nhiên, điều đó chưa đủ để làm khó cộng đồng chia sẻ phần mềm lậu. Những công cụ nhằm qua mặt quy trình kiểm tra bản quyền Windows xuất hiện khắp nơi. Kế hoạch dự kiến của Microsoft dành cho Windows 10 có lợi trước tiên cho những ai đang sử dụng phần mềm lậu. Động thái này là một nỗ lực chưa từng có trước đây của Microsoft nhằm mang phiên bản mới nhất của Windows đến hàng trăm triệu người dùng tại Trung Quốc. Đây là thị trường luôn nóng hổi về việc sử dụng phần mềm lậu. Trong khi đó, nghiên cứu gần đây cho thấy, hiện có đến 3/4 số máy tính trên toàn cầu đang sử dụng phần mềm không có bản quyền.
Một số nghiên cứu khác xác nhận, nhiều trường hợp bản Windows lậu được cài sẵn trên những chiếc máy tính mới ngay cả khi nó vẫn chưa tìm được khách hàng. Microsoft đã thử nhiều cách nhằm khuyến khích những khách hàng này trả lại máy hoặc tìm mua Windows có bản quyền. Vi phạm bản quyền phần mềm của Windows là một vấn đề không hề nhỏ. Do đó, động thái của Microsoft thật sự gây nhiều ngạc nhiên và có ý nghĩa. Năm 2011, cựu CEO của hãng, Steve Ballmer từng tiết lộ rằng cứ 10 khách hàng tại Trung Quốc thì chỉ có một người đồng ý trả tiền cho phần mềm của Microsoft.  Windows 10 sẽ chính thức phát hành trên toàn cầu vào mùa hè năm nay tại hơn 190 quốc gia và vùng lãnh thổ, đồng thời hỗ trợ gần 111 ngôn ngữ khác nhau. Người dùng Windows 7 và 8 có bản quyền sẽ nhanh chóng nhận được bản nâng cấp ngay khi hệ điều hành mới ra mắt. Lenovo và Xiaomi được cho sẽ là hai nhà sản xuất đầu tiên tham gia vào kế hoạch phát triển các thiết bị di động chạy Windows 10 for Phone.